# 维尔德舍瑙
维尔德舍瑙是奥地利蒂罗尔州库夫施泰因县的一个市镇。总面积97.41平方公里，总人口4182人，人口密度42.9人/平方公里（2006年）。